# Adjuntas
Adjuntas és un municipi de Puerto Rico localitzat a la part mitjana oest muntanyosa de l'illa, també conegut amb els noms de la Ciudad del Gigante Dormido, la Tierra de Lagos i la Suiza de América. Limita al Nord amb Lares i Utuado; al Sud amb Yauco, Guayanilla i Peñuelas; a l'Est amb Utuado i Ponce i a l'Oest amb Lares i Yauco.
El municipi està dividit en 17 barris: Adjuntas Pueblo, Portillo, Tanamá, Capáez, Pellejas, Guayabo Dulce, Guayo, Yahuecas, Guilarte, Garzas, Saltillo, Portugués, Vegas Arriba, Vegas Abajo, Juan González, Yayales i Limaní.

## Galeria

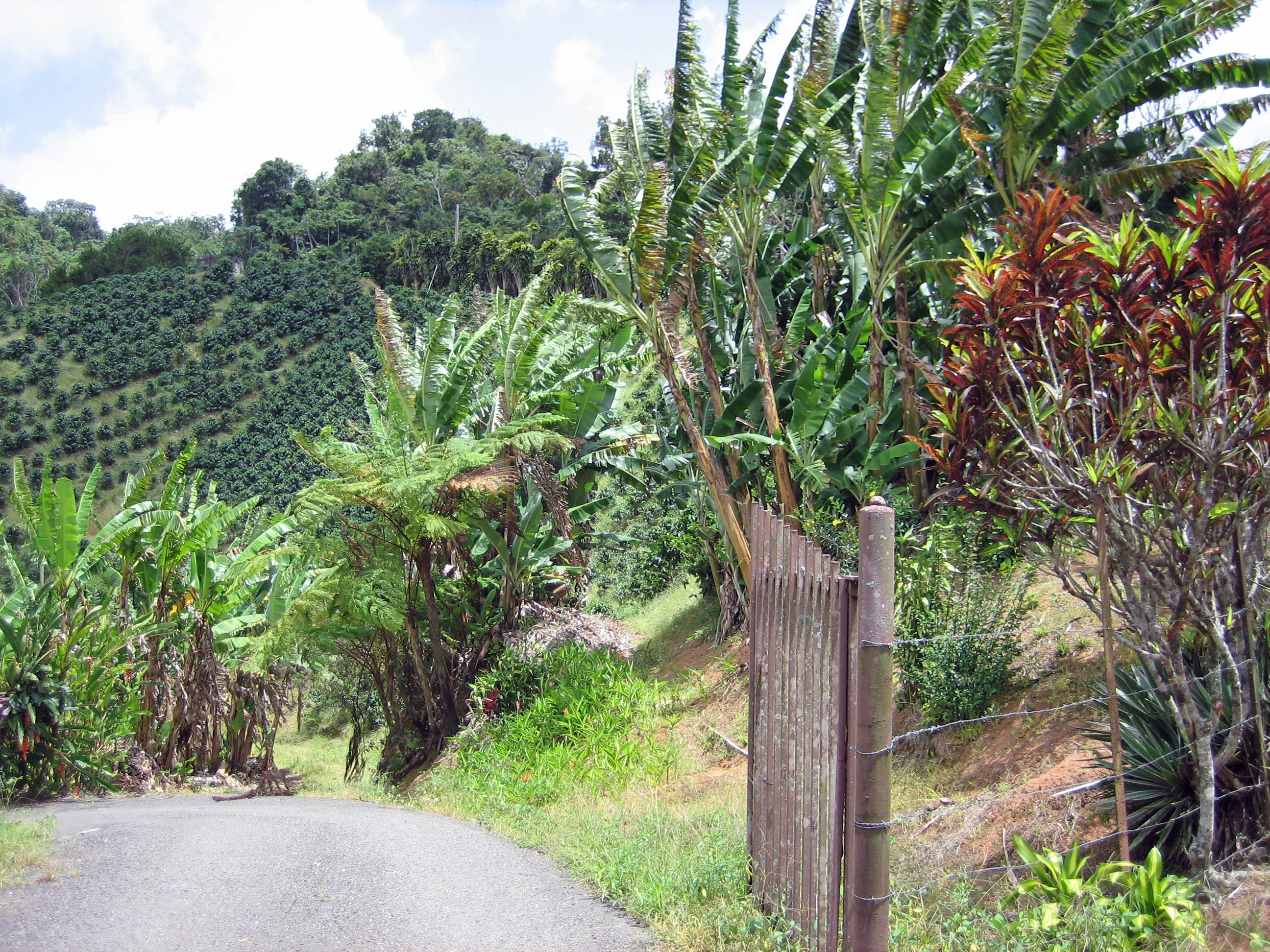
Plantació de cafè i plàtans a Adjunta
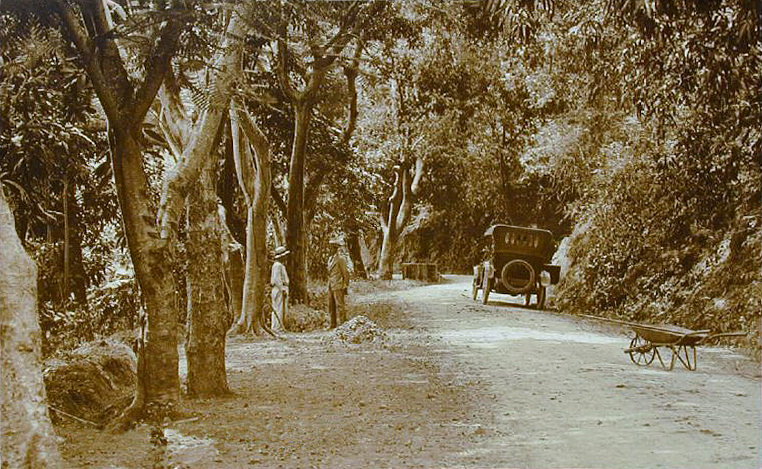
Carretera Ponce–Adjuntas (PR-123) c. 1920